# Anicka van Emdenová
Anicka van Emden, (* 10. prosince 1986 v Haagu, Nizozemsko) je nizozemská zápasnice – judistka.. Po matce má surinamský původ.

## Sportovní kariéra
S judem začala v 7 letech v Haagu. Vrcholově se sportu věnuje v Rotterdamu v tréninkovém centru pod vedením Chrise de Korta a Marka van der Hama. Mezi seniorkami se nemohla dlouho v reprezentaci prosadit na úkor zkušené Elisabeth Willeboordseové. V roce 2012 se kvalifikovala na olympijské hry v Londýně, ale nominaci s Willeboordseovou prohrála. V květnu 2015 neprošla dopingovou kontrolou, když odmítla odevzdat komisaři vzorek moči. Dopingový komisař jí navštívil ve večerních hodinách 6. května v době, kdy v sauně shazovala kilogramy na zítřejší předturnajové vážení. Nizozemský judistický svaz jí pozastavil činnost do vyjasnění případu. Antidopingová agentura koncem června 2015 její obhajobu uznala a nizozemský svaz jí činnost obnovil.

### Vítězství
- 2008 - 1x světový pohár (Rotterdam)
- 2011 - 1x světový pohár (Amsterdam)
- 2013 - 1x světový pohár (Lisabon)
- 2015 - 1x světový pohár (Samsun)

## Výsledky
| Mistrovství světa  |    | —  |    | —  |   | — |    | — | 5. | 3. |    | 3.  | úč. | 7. |    |  |  |  |  |  |  |  |  |  |  |  |  |
| Mistrovství Evropy | —  | —  | —  | —  | — | — | —  | — | —  | 2. | 7. | úč. | 3.  | x  | 3. |  |  |  |  |  |  |  |  |  |  |  |  |
| ME do 23 let       |    | —  | —  | —  | — | — | 1. |   |    |    |    |     |     |    |    |  |  |  |  |  |  |  |  |  |  |  |  |
| MS juniorů         | —  |    | 1. |    |   |   |    |   |    |    |    |     |     |    |    |  |  |  |  |  |  |  |  |  |  |  |  |
| ME juniorů         | —  | 5. | 3. | 2. |   |   |    |   |    |    |    |     |     |    |    |  |  |  |  |  |  |  |  |  |  |  |  |
| ME kadetů          | 2. |    |    |    |   |   |    |   |    |    |    |     |     |    |    |  |  |  |  |  |  |  |  |  |  |  |  |